# Ambassade du Maroc en Allemagne
 (mai 2021).
La mise en forme du texte ne suit pas les recommandations de Wikipédia : il faut le « wikifier ».
Les points d'amélioration suivants sont les cas les plus fréquents. Le détail des points à revoir est peut-être précisé sur la page de discussion.
- Les titres sont pré-formatés par le logiciel. Ils ne sont ni en capitales, ni en gras.
- Le texte ne doit pas être écrit en capitales (les noms de famille non plus), ni en gras, ni en italique, ni en « petit »…
- Le gras n'est utilisé que pour surligner le titre de l'article dans l'introduction, une seule fois.
- L'italique est rarement utilisé : mots en langue étrangère, titres d'œuvres, noms de bateaux, etc.
- Les citations ne sont pas en italique mais en corps de texte normal. Elles sont entourées par des guillemets français : « et ».
- Les listes à puces sont à éviter, des paragraphes rédigés étant largement préférés. Les tableaux sont à réserver à la présentation de données structurées (résultats, etc.).
- Les appels de note de bas de page (petits chiffres en exposant, introduits par l'outil «  Source ») sont à placer entre la fin de phrase et le point final[comme ça].
- Les liens internes (vers d'autres articles de Wikipédia) sont à choisir avec parcimonie. Créez des liens vers des articles approfondissant le sujet. Les termes génériques sans rapport avec le sujet sont à éviter, ainsi que les répétitions de liens vers un même terme.
- Les liens externes sont à placer uniquement dans une section « Liens externes », à la fin de l'article. Ces liens sont à choisir avec parcimonie suivant les règles définies. Si un lien sert de source à l'article, son insertion dans le texte est à faire par les notes de bas de page.
- La présentation des références doit suivre les conventions bibliographiques. Il est recommandé d'utiliser les modèles {{Ouvrage}}, {{Chapitre}}, {{Article}}, {{Lien web}} et/ou {{Bibliographie}}. Le mode d'édition visuel peut mettre en forme automatiquement les références.
- Insérer une infobox (cadre d'informations à droite) n'est pas obligatoire pour parachever la mise en page.

Pour une aide détaillée, merci de consulter Aide:Wikification.
Si vous pensez que ces points ont été résolus, vous pouvez retirer ce bandeau et améliorer la mise en forme d'un autre article.
L'ambassade du Maroc en Allemagne est la représentation diplomatique du royaume du Maroc auprès de la République fédérale d'Allemagne. Elle est située au Niederwallstrass 39, 10117 Berlin, la capitale du pays. Son ambassadeur est, depuis le 20 août 2018, Zouhour Alaoui.

## Bâtiment
Le bâtiment a été construit dans le cadre du Jägerhof électoral vers 1775 avec deux étages et servait initialement de bâtiment officiel et de résidence officielle du Jägerhof. Le soi-disant Kleine Jägerhof était le siège officiel du gouvernement royal de Berlin de 1816 à 1822. À partir de 1834, il a été utilisé par le gouvernement prussien, qui en 1857 a demandé à Hermann Waesemann d'ajouter un étage au bâtiment et de remodeler l'intérieur.
Après la reprise du quartier par la Deutsche Reichsbank en 1891, le bâtiment est utilisé pour les appartements des fonctionnaires et divers bureaux. La majeure partie de la région était détruite pendant la Seconde Guerre mondiale. Après 1945, des rédacteurs de journaux se sont installés dans les parties restantes. Il a ensuite été en grande partie démoli, un tiers de la longueur avant du Kleine Jägerhof étant resté. Après une longue période d'inoccupation, le Maroc a repris le bâtiment classé et l'a fait rénover et reconstruire par GFB Alvarez & Schepers entre 1998 et 1999. La façade a été pourvue d'un enduit à bossage, les fenêtres murées ont été remplacées, la toiture recouverte et des lucarnes supplémentaires ajoutées. Le passage a reçu l'aspect historique.

## Histoire
La première ambassade marocaine en Allemagne date de 1878 ainsi qu'un accord signé entre le chancelier impérial Otto von Bismarck et le sultan Hassan Ier en 1890.

## Liste des ambassadeurs du Maroc en Allemagne
| Ambassadeur           | Début de mission  | Date de remise des lettres de créance | Fin de mission  |
| --------------------- | ----------------- | ------------------------------------- | --------------- |
| Abdellatif Benjelloun | 12 décembre 1956  | ?                                     | ?               |
| Ali Skalli            | ?                 | ?                                     | ?               |
| Abdel-Kebir el Fassi  | 1958              | ?                                     | 1961            |
| Ahmed Osman           | 1961              | ?                                     | 1962            |
| Mehdi Abdeljalil      | 1962              | ?                                     | 1965            |
| Omar Boucetta,        | 1965              | ?                                     | 6 octobre 1967, |
| Abdessadeq El Glaoui, | 23 novembre 1967  | 19 décembre 1967                      | ?               |
| Ali Skalli            | 30 janvier 1970   | ?                                     | 28 avril 1971   |
| Abdelhakim Iraqui     | 7 juillet 1978    | ?                                     | 30 août 1983    |
| Abdelkader Benslimane | ?                 | 6 septembre 1984                      | ?               |
| Mohamed Belkhayat     | 1 août 1989       | ?                                     | ?               |
| Abdelaziz Benjelloun  | 18 septembre 1990 | ?                                     | ?               |
| Abderrahim Chaouki    | 19 décembre 1996, | ?                                     | ?               |
| Abdeladim Lhafi       | 1999              | ?                                     | 2003            |
| Rachad Bouhlal        | 2004              | ?                                     | 2011            |
| Omar Zniber           | 6 décembre 2011   | ?                                     | 25 juin 2017    |
| Zouhour Alaoui        | 20 août 2018      | ?                                     | en cours        |

## Consulats
Le Maroc dispose des consulats généraux à Düsseldorf et à Francfort.

## Marocains résidant en Allemagne
La communauté marocaine résidant en Allemagne est estimée à 163.228 personnes en 2018 selon le Ministère délégué chargé des marocains résidant à l’étranger.

## Galerie

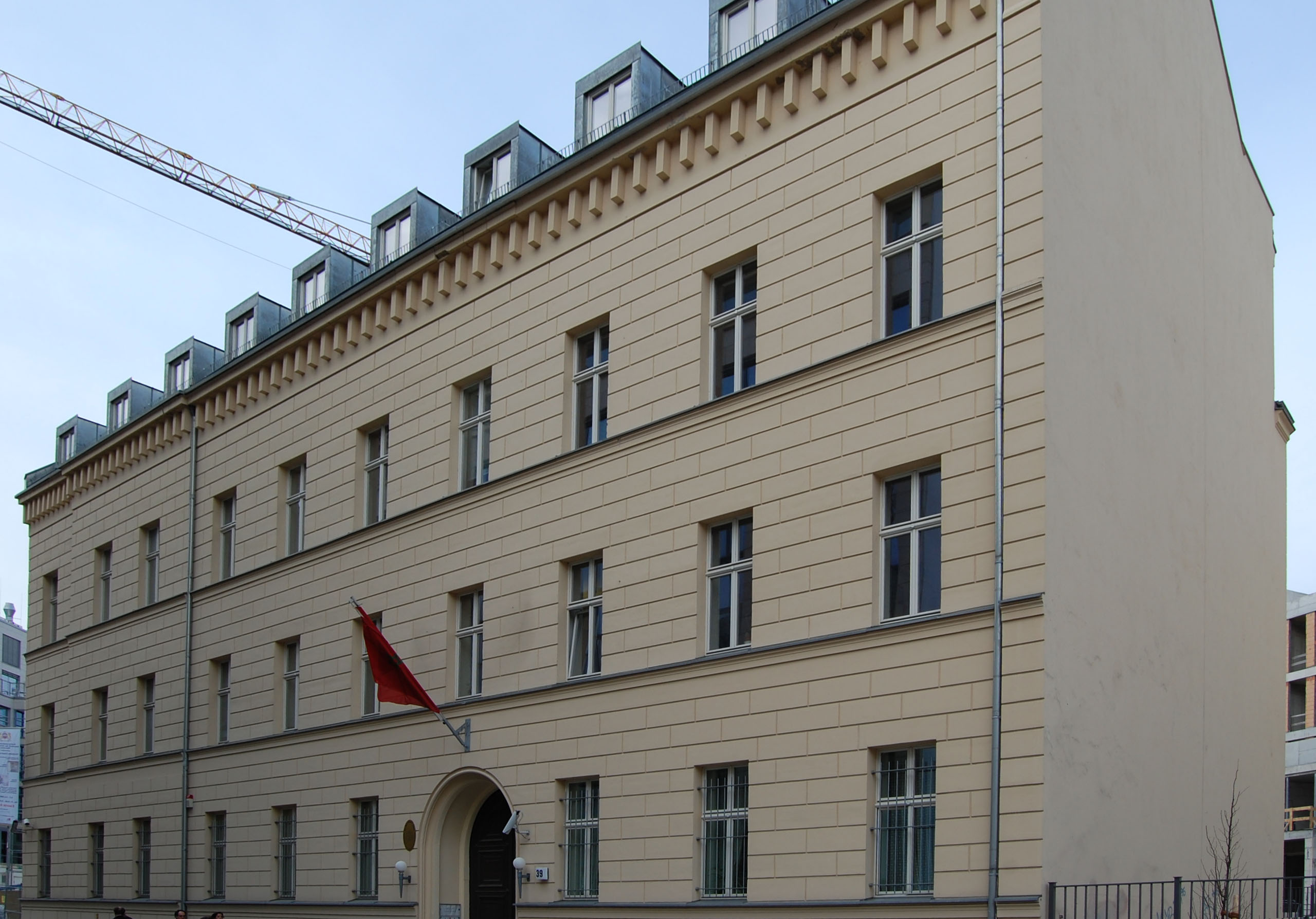
Ambassade du Maroc à Berlin.
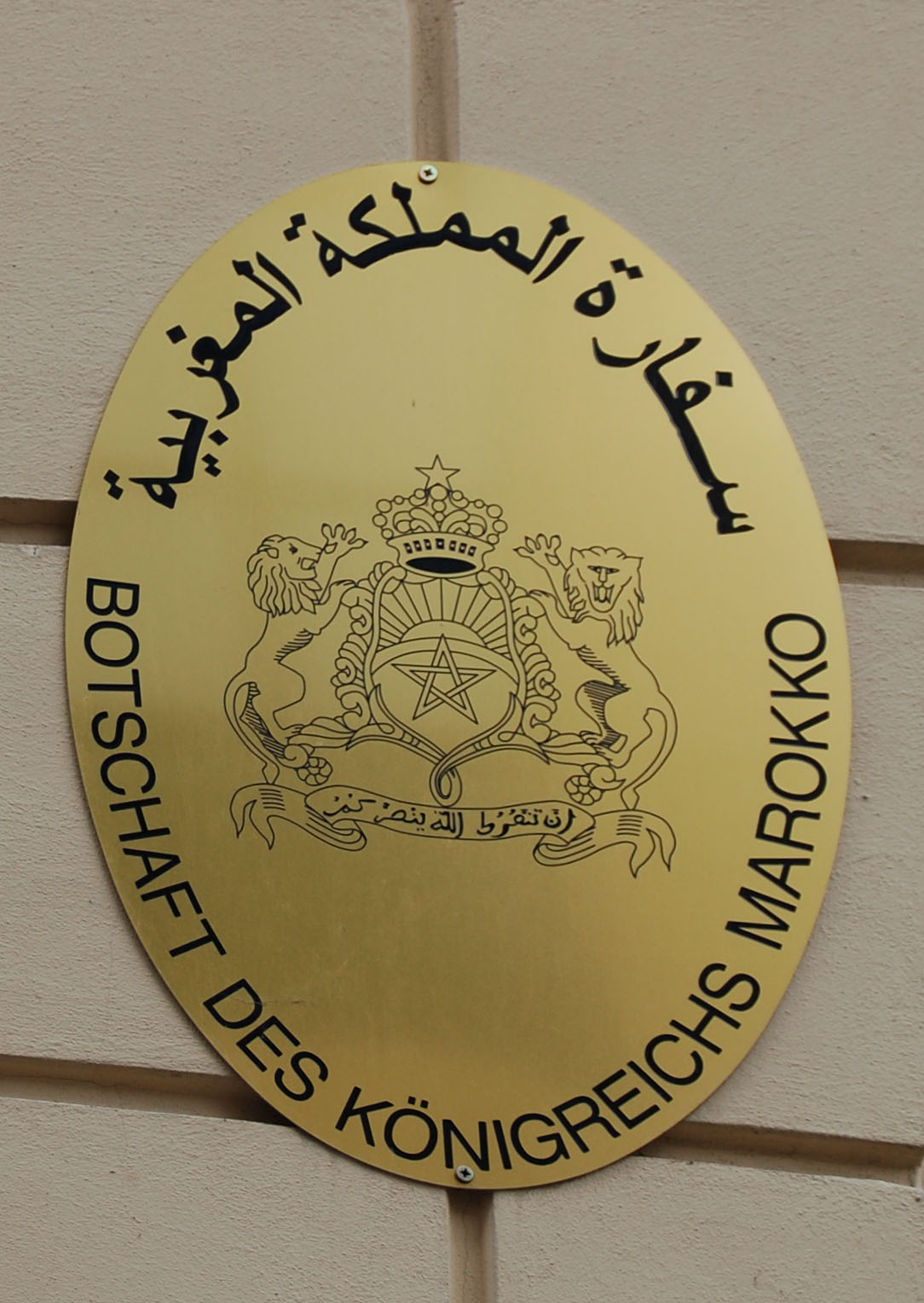
Emblème de l'ambassade.